# 6173 Jimwestphal
6173 Jimwestphal eller 1983 AD är en asteroid i huvudbältet som upptäcktes den 9 januari 1983 av den amerikanske astronomen Brian A. Skiff vid Anderson Mesa Station. Den är uppkallad efter den amerikanske astronomen James A. Westphal.
Asteroiden har en diameter på ungefär 7 kilometer.